# Seuca (okręg Gorj)
Seuca – wieś w Rumunii, w okręgu Gorj, w gminie Peștișani. W 2011 roku liczyła 122 mieszkańców.